# Шестаков, Пётр Дмитриевич
Пётр Дми́триевич Шестако́в (27 июня (9 июля) 1826 — 24 ноября (6 декабря) 1889, Казань, Российская империя) — русский педагог, учёный и общественный деятель, этнограф, историк, переводчик; в 1865—1883 — попечитель Казанского учебного округа.
Почётный член Императорского Казанского университета, Казанской духовной академии, общества врачей при Императорском Казанском университете и Казанского общества археологии, истории и этнографии.

## Биография
Пётр Дмитриевич Шестаков родился 27 июня (9 июля) 1826 года. Закончив историко-филологический факультет Московского университета, всю свою жизнь он посвятил народному образованию, пройдя путь с самых низших педагогическо-служебных должностей до одного из высших постов в системе Министерства народного просвещения — попечителя учебного округа.
Свой путь педагога Шестаков начал в Тверской гимназии, где проработал учителем три года: 1846—1849 годах. Затем до 1852 года работал учителем в 4-й московской гимназии. В 1852 году он был приглашён в Смоленск, где вплоть до 1855 года был инспектором, а с 1855 по 1860 годы — директором гимназии; также с 1857 года он был директором губернского попечительского комитета о тюрьмах.
После этого Шестаков стал служить в аппарате попечителя Московского учебного округа: в 1860—1861 — инспектор Московского университета, в 1861—1863 — инспектор казённых училищ.
В 1863 году он был назначен помощником попечителя Казанского учебного округа и в 1865 году стал попечителем этого одного из шести старейших учебных округов России. Эту должность он занимал на протяжении восемнадцати лет, подав в отставку по болезни 18 июня 1883 года.
Умер в Казани 24 ноября (6 декабря) 1889 года. Был похоронен на кладбище казанского Спасо-Преображенского монастыря.

## Деятельность на посту попечителя
Крупным институциональным преобразованием в системе управления народным образованием, которое пришлось на время попечительства П. Д. Шестакова, стало учреждение в 1869 году инспекций народных училищ, и в 1874 году — утверждение положения о начальных училищах. Начальные училища в то время были вне системы государственного образования: они содержались за счёт земств, сельских общин и добровольных пожертвований, а министерство народного просвещения (в то время им руководил Д. Толстой) выделяло на них незначительные средства. На каждую губернию поначалу назначался один инспектор. С 1874 года штат инспекторов был увеличен до трёх, с назначением над ними директора. Все они, по положению:

Ст. 21. Директор народных училищ избирается попечителем учебного округа из лиц, получивших высшее образование, и утверждается в должности министром народного просвещения. Инспекторы народных училищ избираются из лиц, известных педагогическою опытностью, и утверждаются в должности попечителем учебного округа.— «Положение о начальных училищах» 1874 года
являлись непосредственными креатурами попечителей, которые подбирали на эту должность педагогов не только инициативных, но и способных ходатайствовать перед земствами об открытии новых школ, готовить и подбирать достойных учителей начальных школ, следить за хозяйственным состоянием школьных учреждений, способствовать развитию общественного мнения в пользу народного образования.
В состав Казанского округа входило шесть губерний: Астраханская, Вятская, Казанская, Самарская, Саратовская и Симбирская. Подыскивая кандидатуру на должность инспектора Симбирской губернии, в 1869 году Шестаков сделал выбор в пользу Ильи Николаевича Ульянова (1831—1886), отца В. И. Ленина. Приказом Управляющего министерством народного просвещения от 6 сентября 1869 года за № 19 И. Н. Ульянов был утверждён инспектором народных училищ Симбирской губернии с 1 сентября 1869 года.
Симбирскую губернию Шестаков объезжал за два года до этого: в 1867 году «Журнал министерства народного просвещения» (ч. 134) опубликовал его обзор «О школах Буинского уезда Симбирской губернии». К тому времени в Симбирской губернии числилось 462 народных училища, в которых было свыше 10 тысяч учащихся. Из этих школ соответствовало норме не более 90; остальные же «пребывали в жалком состоянии или числились только на бумаге». Известно, что к моменту смерти Ульянова (1886 год) земства, городские думы и сельские общества стали отпускать на школьные нужды в 15 раз больше, чем в 1869 году. Было построено более 150 школьных зданий, а количество учащихся в них возросло до 20 тысяч человек. В этих цифрах — заслуга и И. Н. Ульянова как директора народных училищ, и П. Д. Шестакова как его непосредственного начальника, дававшего ход инициативам прогрессивных педагогов.
Открытию каждой новой школы округа предшествовали длительные бюрократические процедуры, в которых попечитель округа выполнял роль посредника между земствами (от имени которых выступали инспекторы (с 1874 директора) народных училищ губерний и Министерством народного просвещения. Например, архивное дело с перепиской об открытии и устройстве школы в селе Ходары содержит более 100 документов. В завершение этой переписки директор народных училищ И. Н. Ульянов обращается к Шестакову «с просьбой войти в Министерство просвещения с ходатайством об открытии в селе Ходары инородческого начального училища, согласно предложению управляющего Министерством народного просвещения от 15 сентября 1869 года».
Попечитель округа был тесно скован бюджетными ограничениями и не мог выйти за пределы тех скудных средств, которые отпускало министерство. Для каждой вновь открытой школы министерство выделяло средства только на содержание учителя (200 рублей в год). В Ходарах поначалу училось всего 12 мальчиков, и занятия поначалу проходили в избе одного крестьянина. Однако следующее ходатайство инспектора: «При сем долгом считаю присовокупить, что училище это нуждается в учебных пособиях и классной мебели, так как в училище нет ни стола, ни аспидных досок, ни классной доски. Доводя о сем до вашего сведения, имею честь ходатайствовать о назначении в следующем году особой суммы на первоначальное обзаведение и на содержание Ходаровского училища в количестве 200 руб. в год» попечитель был вынужден оставить без последствий ввиду отсутствия средств.
В 1893 году было напечатано сочинение П. Д. Шестакова «Мысли о воспитании в духе православия и народности» (2-е изд. — Казань: А. А. Дубровин, 1897).

## Переводы
Энциклопедия Брокгауза и Ефрона упоминает Шестакова в числе известных переводчиков Еврипида в России. Переводы изданных в «Записках Казанского университета» (и впоследствии отдельными оттисками) трагедий «Медея» (1865) и «Гипполит, несущий венок» (1871) Шестаков сделал ещё в 1849—1852 году в Москве, когда был учителем в гимназии. Позже Шестаков сделал художественный перевод ещё одной трагедии Эврипида, «Троянки». Этот труд также был опубликован в «Записках Казанского университета», в 1876 году. В той же энциклопедии Ф. Мищенко называет Шестакова и как переводчика Софокла.
Уже посмертно Казанский университет издал критико-аналитический труд Шестакова «Религиозно-нравственные воззрения Эсхила» («Известия и учёные Записки Казанского Университета», 1890).

## Научные труды
Серьёзно заниматься историческими исследованиями Шестаков начал уже в Твери. Способность молодого учителя к систематизированному, историческому изложению материала поддерживал и развивал на этом этапе директор гимназии Н. М. Коншин; в дальнейшем их сотрудничество продолжится в Москве. В Твери Шестаков занимается изданием «Домостроя» попа Сильвестра, а также делает описание рукописи «Послание митрополита Фотия к войску в Свияжск».
Смоленский период отмечен рядом новых трудов. «Историческая записка о Смоленской гимназии за 50 лет её существования» — типичная работа из ряда тех, что писали коллеги Шестакова в системе народного образования; в дальнейшем эти труды использовались другими авторами при написании проектов развития школ в России. Однако основной интерес Шестаков проявляет к этнографии на стыке с лингвистикой — тема, которая получит в его трудах дальнейшее развитие в Казани. В «Смоленских губернских ведомостях» Шестаков публикует ряд статей по истории и этнографии Смоленской губернии:
- «Отрывочные сказания о городе Смоленске, извлечённые из старых записей и рассказов старожилов»
- «Смоленский говор»
- «Духовщинское подречье»[4]

Кроме того, для выпуска «Памятной книжки Смоленской губернии» 1857 года Шестаков пишет целый раздел «География Смоленской губернии».
Две статьи «Из записок директора тюремного комитета», опубликованные в «Русской речи» за 1861 год, резюмируют опыт и наблюдения Шестакова в период его работы в должности Смоленского губернского попечительского комитета о тюрьмах (1857—1860). Ссылаясь на самооценку самого Шестакова, его биограф пишет об этой специфической службе: «ревностно исполнял обязанности директора и имел утешение видеть хорошие результаты».
В Казани историко-этнографическая тематика Шестакова дополняется историей Русской православной церкви и отчасти агиографией. Расширение сферы его научных интересов связано с открытием в 1867 году в Казани «братства святителя Гурия». Одной из задач, которую поставило перед собой это общество, стало исследование вопросов образования нерусских народов России (инородцев). Свои председателем общество избрало П. Д. Шестакова.
В этом ряду работ, написанных Шестаковым — «Материалы для жизнеописания святителя Тихона, епископа Воронежского (записки келейника В. И. Чеботарёва)», опубликованные «Православным обозрением». Кроме того, следующий ряд работ:
- 1868 — «Исследование о святом Стефане Великопермском» («Учёные записки Казанского университета»)
- 1868 — «Житие преподобного отца нашего Трифона, Вятского чудотворца» («Православный собеседник»)
- 1873 — «Родственна ли меря с вогулами» («Учёные записки Казанского университета»)

Как попечителя округа, Шестакова приветствует и редакция главного научного печатного органа его отрасти — «Журнал Министерства народного просвещения». Здесь опубликованы следующие статьи Шестакова:
- 1868 — «О просветителях лопарей архимандрите Феодорите и св. Трифоне Печенгском»
- 1869 — «О распространении христианства у калмыков»
- 1871 — «Чтение древнейшей зырянской надписи единственного сохранившегося памятника времени св. Стефана Великопермского»

Этнографическая специфика учебного округа, в котором попечительствует Шестаков, представляет для него предмет не только отвлечённо-научного интереса, но и является предметом его размышлений в контексте задач улучшения всей системы народного образования многонациональной России. Свои обобщения, сделанные им на основе исследования местного материала, в 1869 году Шестаков изложил в форме представления Министерству народного просвещения: «Соображения о системе образования инородцев, обитающих в губерниях Казанского учебного округа».
Крупным событием в научной жизни России стал IV археологический съезд, местом проведения которого в 1877 году была избрана Казань. Шестаков организовал его проведение как председатель «предварительного комитета» (в современной терминологии, оргкомитета), и был «членом этого съезда» (в смысле президиума съезда как рабочего органа). Решением съезда было создано Казанское общество археологии, истории и этнографии, и Шестаков был избран его председателем. Однако роль Шестакова в этой сфере научной деятельности не ограничивалась только административно-организационными функциями. Он представил коллегам свои историко-этнографические изыскания, в том числе три исследования, касавшиеся вопростов местной географии, истории и этнографии:
- «Напоминание о древнем городе Моджаре»
- «Заметка о влиянии русского языка на языки инородческие»
- «Где книги, писанные зырянской или пермской азбукой, составленной св. Стефаном»

Все эти статьи Шестакова вошли в отпечатанный после съезда научный сборник «Труды IV археологического съезда».
Исторический материал, собиравшийся Шестаковым, нередко оказывался на стыке наук и даже порой выходил за рамки археологии, истории и этнографии, развитием которых занималось возглавляемое им научное общество. Так произошло с его трудом «Показания о чуме очевидцев — не медиков», который он представил коллегам из Общества врачей. Медики высоко оценили этот труд Шестакова: в 1879 году статья была опубликована в «Трудах общества врачей при Императорском Казанском университете», а её автор был избран почётным членом Общества врачей при Казанском университете.